# Ruschia dejagerae
Ruschia dejagerae är en isörtsväxtart som beskrevs av L. Bol. Ruschia dejagerae ingår i släktet Ruschia och familjen isörtsväxter. Inga underarter finns listade i Catalogue of Life.